# 史蒂芬·托尔明
斯蒂芬·埃德尔斯顿·图尔敏（Stephen Edelston Toulmin，1922年3月25日—2009年12月4日）英国哲学家、作家和教育家。受路德维希·维特根斯坦的影响，图尔敏的著作致力于道德推理的分析。在他的著作中，他寻求发展实用的论据，这些论据可以有效地用于评估道德问题背后的伦理学。后来发现他的作品在修辞学领域对分析修辞论证很有用。图尔敏论证模型是一个包含六个相互关联的组件的图表，用于分析论证，并在他 1958 年出版的《论证的用途》一书中发表，被认为是他最有影响力的作品，特别是在修辞和交流领域以及计算机科学领域。

## 生平
斯蒂芬·图尔明生于英国伦敦，父亲是杰弗里·埃德尔森·图尔明 (Geoffrey Edelson Toulmin)，母亲是多丽丝·霍尔曼·图尔明 (Doris Holman Toulmin)。他于 1943 年在剑桥大学国王学院获得文学学士学位，并担任剑桥使徒。不久之后，图尔敏被飞机生产部聘为初级科学官员，先是在马尔文雷达研发站，后来在德国盟军远征军最高司令部工作。第二次世界大战结束后，他回到英国，于 1947 年获得剑桥大学文学硕士学位和哲学博士学位，随后发表了论文《理性在伦理学中的地位的检验》（An Examination of the Place of Reason in Ethics，1950）。在剑桥期间，图尔明接触了奥地利哲学家路德维希·维特根斯坦，维特根斯坦对语言的使用和含义之间关系的研究塑造了图尔明自己的大部分作品。